# Себастиан Ожие
Себастиан Ожие (на френски: Sébastien Ogier) е френски рали пилот, състезаващ се за заводския тим на M-Sport Ford в Световния рали шампионат WRC с навигатор Жулиен Инграсиа (Julien Ingrassia), световен шампион за 2013, 2014, 2015, 2016, 2017 и 2018 г.. С 45-те си победи в Световния рали шампионат и 6-те си WRC титли, той застава на второ място като най-успял рали състезател в историята, след легендата Себастиан Льоб с 9 титли.

## Рали кариера

### Ранни години (2005 – 2007)
Кариерата на Себастиан Ожие започва през 2005 г., когато печели Rallye Jeunes и е награден с купата на Peugeot 206 за тогавашния сезон. Състезавайки се с навигатора Жулиен Инграсиа, се качва на подиума в рали Terre des Cardabelles и заема 6-о място в шампионата и получава награда за най-добър сред начинаещите състезатели.
През 2007 г. Ожие печели купата за Peugeot 206 с четири първи и две втори места. Също печели рали Hivernal des Hautes-Alpes и след това, през април 2007 г., взема участие в регионалното рали Rallye du Quercy, като заема 3-то място със своето Peugeot 206 XS.
Поради постигнатите от него успехи през изминалите две години, Ожие получава специалната наградата Espoir Echappement de l’année, която му връчват негови фенове и професионалисти (като например Didier Auriol, François Delecour и Sébastien Loeb), признаващи постиженията му в изминалите състезания.

### Световен рали шампионат (2008)

#### JWRC шампион
През 2008 г. Ожие минава на едно по-високо ниво в своята кариера, а именно това е Световният джуниър рали шампионат (JWRC). Включва се към програмата, карайки Citroën C2 към отбора Equipe de France FFSA.
Ожие дебютира в Световния рали шампионат, като взима участие в Рали Мексико 2008 г., печелейки първата позиция в своя клас – JWRC. След това печели рали Йордания, като изгубва много ценно време над поправката на автомобила си, но все пак успява да завърши и спечели състезанието, поради причината че лидерът излита от пътя и това му коства победата.
Сезонът на Ожие продължава, като се включва в рали Сардиния, но там чупи кормилен прът, което го разделя от победата и завършва на 5-а позиция. След това доминира в своя клас на рали Каталония, отбелязвайки повечето от най-добрите времена, но на последния етап от състезанието напуска пътя и така се разделя с победата си в рали Каталония.
В края на сезона Ожие се състезава на рали Tour de Corse, с което състезание приключва участието му в JWRC, завършвайки на 2-ра позиция, издигайки се на едно по-високо ниво в Световния рали шампионат.